# Kishapu
Kishapu è una circoscrizione mista (mixed ward) della Tanzania situata nel distretto di Kishapu, regione di Shinyanga. Conta una popolazione di 19 347 abitanti (censimento 2012).